# 右傾
右傾（うけい）とは、元々左翼・中道的だったものが保守的、反共的、国粋主義的になったり、元来から右翼的であったものが一層右翼的傾向を強めること。反意語は左傾。

## 概要
「右傾」の基準は一様ではなく、左の過激派である極左が穏健化しても、あるいは右の過激派である極右に転じても、いずれも右傾と呼ばれることはありうる。また、他者の右傾を批判した個人・団体が、同時に第三者から右傾を批判されることもある。半ばレッテル貼りのように使われる事も少なくない。一例を挙げると、日本共産党が社会民主党・公明党などの右傾を批判する一方、新左翼は共産党を右傾していると批判するといった具合である。また、日本人を拉致し、核ミサイル開発を継続する北朝鮮や経済面で成長し、外洋への膨張政策を取る中国の脅威、竹島問題や慰安婦像設置などによる韓国に対する嫌悪感情の高まりなども、世論の右傾の容因だと見做されることがある。
また、左翼の右傾（反共化）を特に指す用語として、｢右転落｣がある。これは、明確に｢転落｣を批判する意味がある。
欧州では、不況により、労働者らが賃金の安い外国人労働者たちを敬遠または敵視する傾向が高まり、自国民の労働を確保する運動なども外国人排斥などとされ、右傾につながっていると言われることがある。